# 香港恒生大学
香港恒生大学（ホンコンハンセンだいがく、英語: Hang Seng University of Hong Kong、公用語表記: 香港恒生大學）は、香港沙田に本部を置く香港の私立大学。1980年創立、2018年大学設置。大学の略称は恒大、HSUHK。

前身は、恒生商学書院（Hang Seng School of Commerce）で、香港の大手銀行である恒生銀行が設立に関わっている。

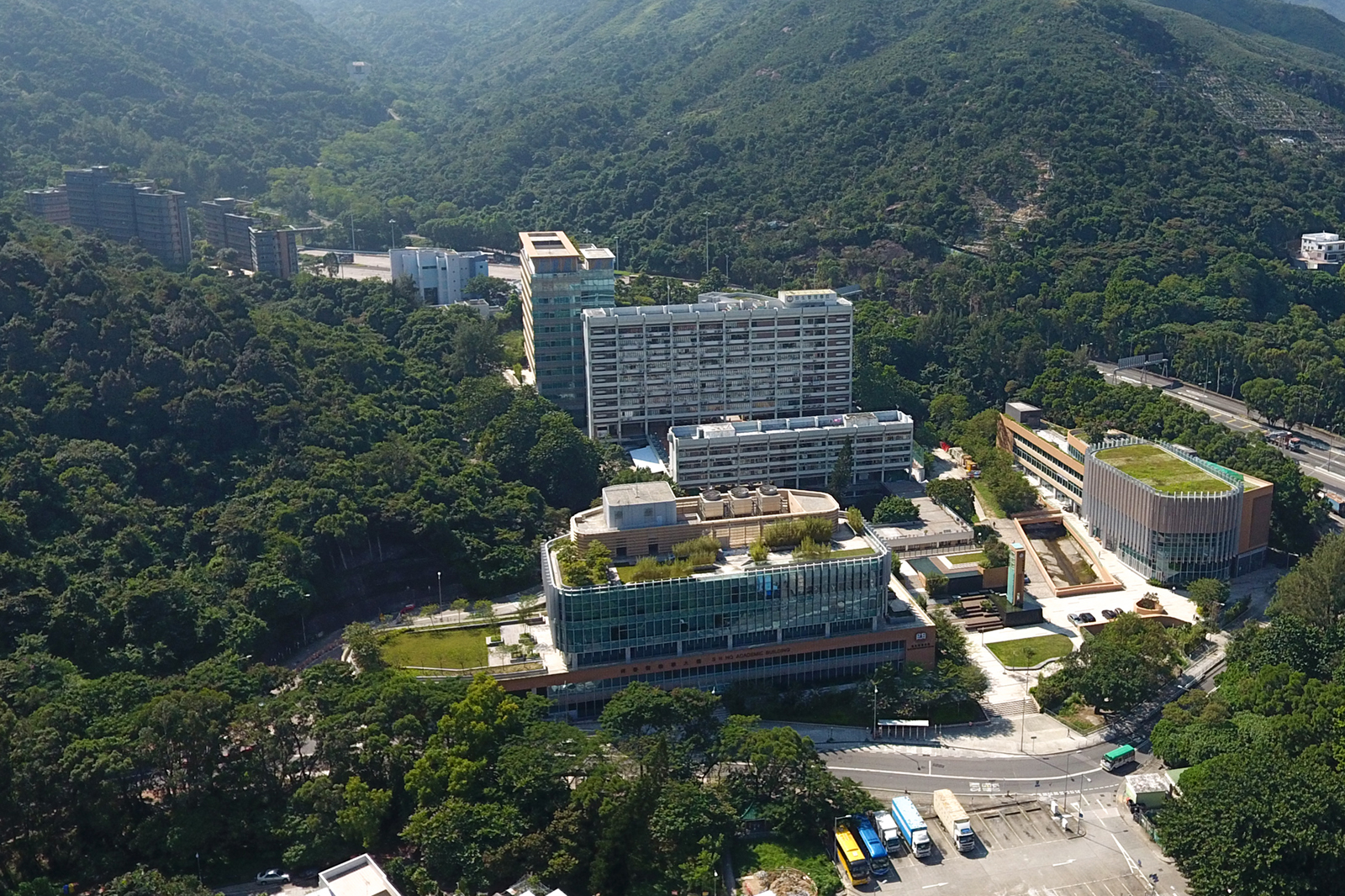
2016の香港恒生大学

## 学部単位
「学院」は日本の大学の学部にほぼ相当するものであるが、日本の「学部」とは位置付けが異なっている。妙訳がないのでそのまま記す。
- 商学院
  - 会計学系
  - 経済と金融学系
  - 管理学系
  - 市場学系
- 伝播学院
- 決策科学学院
  - 電子計算系
  - 数学と統計学系
  - 供応鏈と資訊管理学系
- 人文社会科学学院
  - 中国語学系
  - 英国語学系
  - 社会科学系
- 翻訳学院